# Кастелнуово деј Сабиони (Арецо)
Кастелнуово деј Сабиони је насеље у Италији у округу Арецо, региону Тоскана.
Према процени из 2011. у насељу је живело 1242 становника. Насеље се налази на надморској висини од 290 м.